# Дитрих Бернский
Дитрих Бернский (нем. Dietrich von Bern) — герой германского цикла эпических сказаний, в своей древнейшей части восходящих к преданиям эпохи Великого переселения народов.

## Биография

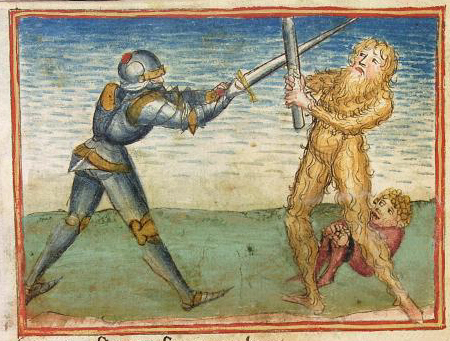
Дитрих Бернский сражается с диким человеком (1470)

В основе сюжета Дитриха Бернского лежат сказания о распре короля остготов Теодориха (475—526) с вождём германских наёмников Одоакром (ум. 493). В дальнейшем процессе сложения эпоса менее популярное имя Одоакра (засвидетельствованное лишь в древнейшей форме эпоса) заменяется именем остготского короля Эрманариха (ум. 375), который превращается в дядю и недруга Теодориха-Дитриха; само предание входит в широкий круг сказаний об Аттиле, при дворе которого Теодорих-Дитрих проводит годы своего изгнания, и включает в себя ряд широко распространённых мотивов героического эпоса, — в том числе древний мотив боя отца с сыном, имеющий параллели в ирландских (Кухулин), персидских (Рустем и Зораб), древнегреческих (Одиссей и Телегон), а также русских (Илья Муромец и Сокольничек) героических сказаниях. В позднейших формах сказание о Дитрихе Бернском контаминируется и с циклом «Нибелунгов».
Дальнейшее оформление эпоса определяется социальной средой его бытования: сказание о Дитрихе Бернском рано становится достоянием шпильманской поэзии, обслуживавшей в значительной степени и крестьянство; по многочисленным указаниям средневековых хроник о Дитрихе Бернском «поют и сказывают мужики». Отсюда — своеобразное преломление эпоса, превращение германского витязя, предводителя дружины, в гонимого судьбой борца за попранное право, самоотверженного заступника обиженных, отдающего своё царство в выкуп за своих богатырей и пешим уходящего в изгнание; отсюда — обрастание сюжета многочисленными сказочными мотивами, эпизодами борьбы Дитриха с карликами и великанами, мотивами, бытовавшими в немецкой крестьянской среде. В церковной традиции Дитриха Бернского как еретика живьём уносит дьявол (хроники).

## Источники

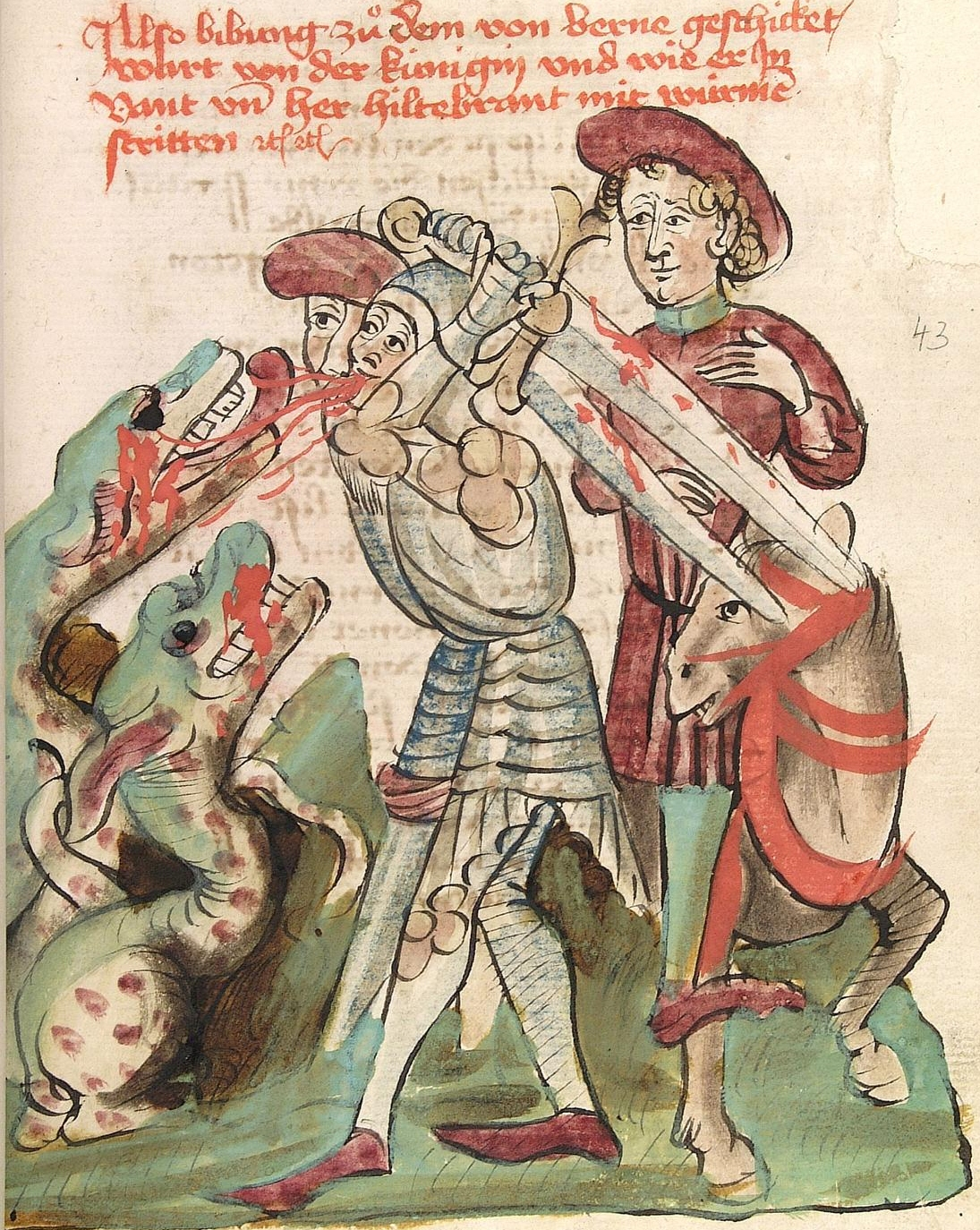
Сцена из поэмы Virginal: Дитрих Бернский, дышащий огнём, и Гильдебранд сражаются с драконами

## В кино
- 1924 — «Нибелунги: Месть Кримхильды» / «Die Nibelungen: Kriemhilds Rache» (Веймарская республика) режиссёр Фриц Ланг, в роли Дитриха фон Берн — Фриц Альберти.
- 1967 — «Нибелунги: Месть Кримхильды» / «Die Nibelungen, Teil 2 - Kriemhilds Rache» (ФРГ, Югославия) режиссёр Харальд Райнль, в роли Дитриха фон Берн — Кристиан Роде.

## В компьютерных играх
- Stronghold Legends

## Примечание
- В статье использован текст из Литературной энциклопедии 1929—1939, перешедший в общественное достояние, так как автор — R. S. — умер в 1939 году.